# Ovalipes stephensoni
Ovalipes stephensoni is een krabbensoort uit de familie van de Polybiidae. De wetenschappelijke naam van de soort is voor het eerst geldig gepubliceerd in 1976 door Williams.